# L'Aurore

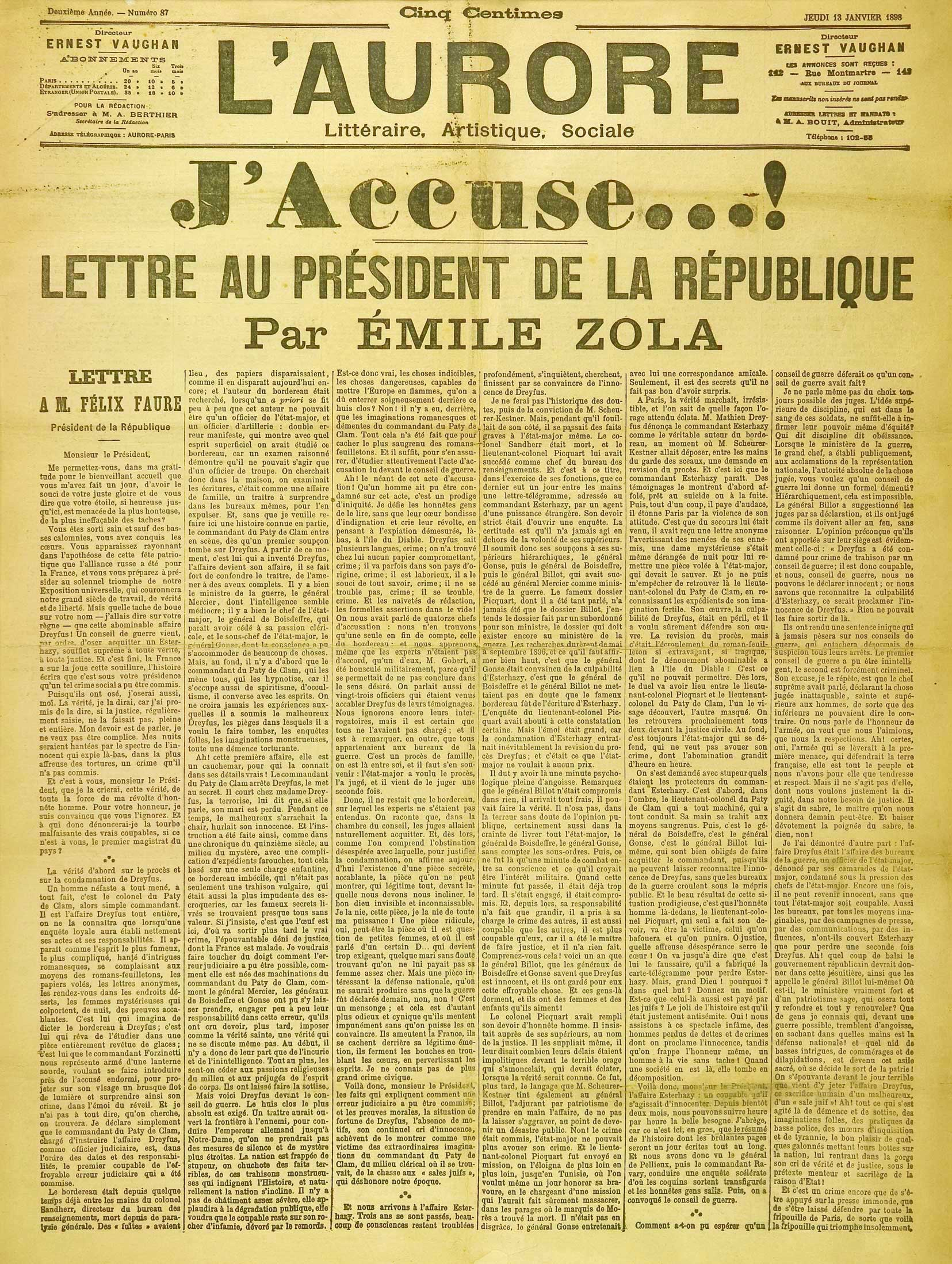
A primeira página do L'Aurore em 13 de janeiro de 1898 apresentava J'Accuse ...!, Carta aberta de Émile Zola ao presidente francês Félix Faure sobre o caso Dreyfus

O L'Aurore foi um jornal republicano francês fundado em 1897 por Ernest Vaughan. A 13 de Janeiro de 1898 publicou o famoso artigo "J'accuse...!" de Emile Zola, que fundamentou uma reviravolta no caso Dreyfus. O jornal manteve a sua linha ao lado dos intelectuais, contra o antissemitismo, ao longo do processo.
O jornal foi também publicado por Georges Clemenceau, que mais tarde se tornou o primeiro-ministro da França. Georges Mandel (jornalista, político e líder da resistência francesa) quando jovem trabalhou para o jornal nos primeiros anos e, mais tarde, foi recrutado por Clemenceau para servir como seu assessor no governo.
Aqui publicaram: Octave Mirbeau, Lucien Descaves, Philippe Dubois, Urban Gohier, Bernard Lazare, entre outros.

## O fim
Em 1912, sofreu uma verdadeira queda: produziu apenas 7 000 exemplares.
O L'Aurore deixou de ser editado em 1914. Assim como ocorreu muitos jornais das províncias ou de Paris (La Gazette de France, etc.). No início da Primeira Guerra Mundial, que não pensaram que demoraria muito, nenhuma solução havia sido preparada caso se prolongasse. Assim, a mobilização dos homens gerou abandono das oficinas de impressão e redações, assim como a censura impediu a publicação de muitos títulos.